# Troncos Missioneiros
Troncos Missioneiros é um disco de música nativista de Jayme Caetano Braun, Pedro Ortaça, Cenair Maicá e Noel Guarany. Lançado em vinil 1988 pela Discoteca, foi relançado em disco nos anos 2000, pela USA Discos. Os quatro ficaram conhecidos, após o lançamento do disco, como troncos missioneiros. As parcerias entre os artistas vinham desde a década de 1960. É o último registro fonográfico de Cenair e Noel.
O disco apresenta as principais características da música missioneira, ou seja, da Região das Missões, no Rio Grande do Sul. Há payada, ritmos como milonga e chamamé, letras que misturam português, espanhol e guarani e que falam sobre a vida nas Missões e nos países vizinhos, a história das reduções, valorização da terra e do Rio Uruguai e colocando os índios guaranis como protagonistas.
O produtor do disco, Theodoro Alex Hohenberger, enfrentou o desafio de lançar o disco quando a música missioneira já passara de seu auge e os quatro músicos estavam em fim de carreira. Noel tinha uma doença degenerativa, Cenair estava fraco devido a uma cirurgia e, exceto por Pedro Ortaça, eles nem moravam mais na região.

## Faixas
Lado A:
1. Os Quatro Missioneiros - Jayme Caetano Braun
2. Bailanta Do Tibúrcio - Pedro Ortaça
3. Recuerdos De Tapejara - Noel Guarany
4. Da Terra Nasceram Gritos - Cenair Maicá
5. Bochincho - Jayme Caetano Braun
Lado B:
6. Timbre De Galo - Pedro Ortaça
7. Cepa Missioneira - Cenair Maicá
8. Precedência - Noel Guarany
9. Evocação - Jayme Caetano Braun
10. Soledade Não É Mais Solidão
11. Fermento Da Esperança - Pedro Ortaça